# Miradouro da Ponta do Queimado
O Miradouro da Ponta do Queimado localiza-se num promontório denominado Ponta do Queimado, na freguesia da Serreta, concelho de Angra do Heroísmo, na Ilha Terceira, nos Açores. 
Trata-se de um miradouro erguido no alto de um enorme precipício sobre o mar, no litoral da Serreta, próximo ao Farol da Serreta.
No século XIX, o local do atual miradouro foi utilizado como vigia da baleia dada a excelente visibilidade sobre o mar.